# Glinkowskoje
Glinkowskoje (ros. Глинковское сельское поселение) – jednostka administracyjna (osiedle wiejskie) wchodząca w skład rejonu glinkowskiego w оbwodzie smoleńskim w Rosji.
Centrum administracyjnym osiedla wiejskiego jest wieś (ros. село, trb. sieło) Glinka.

## Geografia
Powierzchnia osiedla wiejskiego wynosi 235,65 km², a jego główne rzeki to: Wołosć, Uża i Ustrom.

## Historia
Osiedle powstało na mocy uchwały obwodu smoleńskiego z 28 grudnia 2004 r., a uchwała z 20 grudnia 2018 z dniem 1 stycznia 2019 potwierdziła jego granice.

## Demografia
W 2020 roku osiedle wiejskie zamieszkiwało 2354 mieszkańców.

## Miejscowości
W skład jednostki administracyjnej wchodzi 25 miejscowości, w tym 1 sieło (Glinka) i 24 wsie (ros. деревня, trb. dieriewnia): Bartienowo, Dołgoladje, Gorawicy, Iwaniki, Jakowlewo, Kazanka, Kłokowo, Kniażje Sieło, Kraszniewo, Lady, Lejkino, Marjino, Matrionino, Monino, Nikołajewskoje, Nowaja, Nowaja Buda, Nowobrykino, Nowo-Jakowlewiczi, Panskoje, Pietropawłowka, Prasłowo, Sowkino, Staroje Brykino.